# Stefan Bułdeski
Stefan Bułdeski (ur. 27 sierpnia?/8 września 1898 w Kasperówce, zm. 9 kwietnia 1956 w Warszawie) – podpułkownik artylerii ludowego Wojska Polskiego.

## Życiorys
Urodził się 8 września 1898 roku w Kasperówce jako syn Wincentego. W Kijowie uczęszczał do gimnazjum, w którym w 1914 roku ukończył 6 klas, a 1 lutego 1915 roku dostał powołanie do armii carskiej. Początkowo dostał przydział do 5 zapasowego dyonu artylerii, a następnie w 4 zapasowym dyonie artylerii w 1915 roku ukończył szkołę podoficerską oraz w tym samym roku w Arsenale Kijowskim kurs laboratoryjny. Otrzymał stopień kaprala i wysłano go na front, gdzie w latach 1915–1916 pełnił służbę w 3 baterii 88 Brygady Artylerii. Później przeniesiono go do 101 dyonu parkowego artylerii do kancelarii awansując jednocześnie do stopnia plutonowego. W Kijowie po zakończonej rewolucji lutowej współpracował z polskim komitetem werbunkowym. Mieściła się tam również Szkoła Chorążych do której został skierowany w lipcu 1917, ale jej nie ukończył, ponieważ po rewolucji październikowej została rozwiązana. 10 listopada 1917 roku został zdemobilizowany i podjął pracę w Tetyjowie jako praktykant w Cukrowni Kasperowieckiej. Z końcem 1918 roku na krótko aresztowali go Ukraińcy.
Przedostał się do Polski i od 24 maja 1919 roku rozpoczął służbę w Wojsku Polskim. Początkowo otrzymał stopień sierżanta i od 24 maja do 20 grudnia 1919 roku wykonywał obowiązki kancelisty w dowództwie Powiatu Etapowego Kowel. Później był w Sarnach od 21 grudnia 1919 do 15 stycznia 1920 roku szefem kompanii etapowej, a następnie w dowództwie Powiatu Etapowego Równe kancelistą. Od 16 stycznia do 18 sierpnia 1920 roku w Równem był jako pełniący obowiązki oficera żywnościowego Obozu Koncentracyjnego Jeńców. W dowództwie 2 Armii przydzielono go do Sekcji Uzbrojenia w której był zastępcą referenta amunicji. 9 listopada 1920 roku został mianowany z dniem 1 października 1920 roku chorążym w artylerii.
Po wojnie od 29 marca do 20 lipca 1921 roku był referentem uzbrojenia Inspektoratu Etapów 2 Armii. Od 21 lipca 1921 do 30 marca 1922 roku w Warszawie uczestniczył w kursie w Centralnej Szkole Pirotechnicznej, a podczas którego otrzymał świadectwo maturalne w Gimnazjum im. Mikołaja Reja. Skończywszy kurs wyznaczony został na stanowisko kierownika składu amunicji 2 Armii. W momencie przejścia wojsk na stopę pokojową na Wileńszczyźnie był od 31 marca 1922 do 29 marca 1923 roku w Okręgowym Zakładzie Uzbrojenia nr III zastępcą kierownika składów amunicyjnych. W latach 1923–1924 był w Szkole Młodszych Oficerów Artylerii, a ukończywszy ją został przydzielony do I dyonu 29 pułku artylerii polowej, w którym był dowódcą plutonu, a później wykonywał obowiązki instruktora w pułkowej szkole podoficerskiej. 24 listopada 1924 roku został mianowany podporucznikiem ze starszeństwem z dniem 1 marca 1924 roku i 1. lokatą w korpusie oficerów artylerii.
Został przeniesiony w dniu 6 kwietnia 1925 roku do 20 pułku artylerii polowej, służąc w nim do wybuchu wojny. W pułku w latach 1925–1937 wykonywał obowiązki na różnych stanowiskach służbowych, będąc między innymi: dowódcą plutonu w różnych bateriach; w krótkim okresie pełnił obowiązki zastępcy oficera materiałowego; oficerem żywnościowym; oficerem zwiadowczym baterii; ponownie dowódcą plutonu; adiutantem III dyonu; płatnikiem pułku; oficerem ewidencji personalnej; na zmianę dowodził 7 baterią oraz baterią szkolną i tymczasowo III dyonem. 27 lipca 1926 został mianowany porucznikiem ze starszeństwem z dniem 1 marca 1926 roku i 1. lokatą w korpusie oficerów artylerii. Później zmieniono mu starszeństwo i lokatę na starszeństwo z 1 lutego 1926 roku i 2. lokatę w korpusie oficerów artylerii.
1 stycznia 1936 roku awansował do stopnia kapitana artylerii. W pułku dowodził III dyonem podczas mobilizacji marcowej 1939 roku, a ponownie był dowódcą 7 baterii od maja tegoż roku uczestnicząc z nią w kampanii wrześniowej. Brał udział w obronie Warszawy od 14 września 1939 roku, a 26 września został dowódcą II dyonu 20 pułku artylerii lekkiej. Stolica skapitulowała, a Bułdeskiego Niemcy wzięli do niewoli. W latach 1939–1945 przebywał w oflagach: IV A Hohnstein, II B Arnswalde i II D Gross-Born. Uwolniony z niewoli zgłosił się do Wojska Polskiego w którym 4 lutego 1945 roku został zmobilizowany do 1 pułku zapasowego 1 Armii Wojska Polskiego.
17 kwietnia 1945 roku w Oficerskiej Szkole Artylerii Nr 2 był dowódcą baterii podchorążych, a w lipcu tegoż roku został zweryfikowany w stopniu majora artylerii ze starszeństwem z dniem 1 czerwca 1944 roku. 16 listopada 1946 roku przeniesiono go do Centrum Wyszkolenia Artylerii na stanowisko wykładowcy, a 30 września 1947 roku został referentem w sekcji naukowo–doświadczalnej. Studiował także prawo na Uniwersytecie Toruńskim i we wrześniu 1947 roku otrzymał tytuł magistra. 1 grudnia 1947 przeniesiono go do Wyższej Szkoły Artylerii. Od 22 lutego 1948 roku był jako pełniący obowiązki szefa Wydziału OPL Biernej w Głównym Inspektoracie Artylerii, a 1 czerwca 1949 roku przeniesiony został na analogiczne stanowisko do Grupy Przygotowawczo–Organizacyjnej Dowództwa OPL Państwa.
22 lipca 1949 roku awansował do stopnia podpułkownika artylerii. Od 1 kwietnia do 15 lipca 1950 roku był w Dowództwie OPL na stanowisku szefa wydziału OPL miejscowej, a następnie przekazany w dyspozycję Departamentu Personalnego MON i od 15 lipca do 15 października 1950 roku oddelegowano go do dyspozycji KC PZPR. Od 15 października 1950 roku w Komendzie Głównej Terenowej OPL był szefem Działu Operacyjnego. 29 sierpnia 1953 roku został odwołany i przekazany do dyspozycji Departamentu Kadr MON. Przekroczył granicę wieku emerytalnego i w związku z tym 17 września 1953 roku przeniesiono go w stan spoczynku. Od 1 listopada 1953 roku kierownik sekcji w Stołecznej Radzie Narodowej. Zmarł w Warszawie 9 kwietnia 1956 roku.   

## Ordery i odznaczenia
- Krzyż Walecznych[10]
- Medal Niepodległości
- Srebrny Krzyż Zasługi (dwukrotnie: po raz pierwszy 19 marca 1937[11])